# Ројте (Брајсгау)
Ројте (њем. Reute) општина је у њемачкој савезној држави Баден-Виртемберг. Једно је од 24 општинска средишта округа Емендинген. Према процјени из 2010. у општини је живјело 3.067 становника. Посједује регионалну шифру (AGS) 8316036.

## Географски и демографски подаци
Ројте се налази у савезној држави Баден-Виртемберг у округу Емендинген. Општина се налази на надморској висини од 205 метара. Површина општине износи 4,8 km². У самом мјесту је, према процјени из 2010. године, живјело 3.067 становника. Просјечна густина становништва износи 640 становника/km².